# مدی ماسلمن
مدی ماسلمن (انگلیسی: Maddie Musselman؛ زادهٔ ۱۶ ژوئن ۱۹۹۸) بازیکن واترپلو اهل ایالات متحده آمریکا است.